# Boško Vuksanović
Boško Vuksanović (in serbo Бошко Вуксановић?; Cattaro, 4 gennaio 1928 – Belgrado, 4 aprile 2011) è stato un pallanuotista jugoslavo, vincitore di una medaglia d'argento all'olimpiade di Helsinki 1952.